# Artemis Pebdani
Artemis Pebdani (Texas, 2 de agosto de 1977) es una actriz y escritora, conocida por Agents of SHIELD (2013), Nuestro video prohibido (2014) y The Shield (2002).

## Biografía
Pebdani estudió teatro en la Southern Methodist University y en la Dell'arte School of Physical Theatre.
Pebdani se puede ver en un puñado de programas de televisión, incluidos House MD y How I Met Your Mother . También protagoniza la serie web Miss Artemis: Pet Regressor y realiza una comedia de pie.
Además, junto con su compañera del elenco recurrente Sunny Elizabeth Mary Elizabeth Ellis , Artemis es parte del grupo de actuación "Discount Cruise to Hell" con sede en Los Ángeles.

## Carrera
A principios de la década de 2000, Pebdani comenzó a aparecer en programas de televisión como The Shield , Ugly Betty y House . Desde 2005 en adelante, ha tenido el papel recurrente de Artemisa, la malvada amiga de Sweet Dee , en la serie de comedia FX It's Always Sunny in Philadelphia . 
Después de su trabajo en It's Always Sunny en Filadelfia , Pebdani tuvo papeles protagónicos en How I Met Your Mother , Modern Family , Raising Hope , Garfunkel and Oates , Brooklyn Nine-Nine , Hot in Cleveland y House of Lies . Su papel decisivo llegó en 2014, interpretando el papel de Flo Packer en la segunda temporada en el drama del período Showtime Masters of Sex .  Su personaje es el dueño de una compañía de píldoras de dieta para la cual Virginia Johnsontrabaja como vendedor durante parte de la temporada. Luego se involucra en una relación sexual que cambia la tabla. En 2015, Pebdani se unió al elenco del drama político Scandal de Shonda Rhimes como Susan Ross, la nueva Vicepresidenta de los Estados Unidos.  En 2016, se unió al elenco de la comedia de Fox Son of Zorn como Linda Orvend (la jefa de Zorn).  En 2018, Pebdani tiene un papel de voz en la serie animada de Disney Big City Greens , que antes de su estreno ya se ha renovado

## Filmografía
- La fea Betty (episodio 2007) - Rita
- House MD (episodio 2009) - Diane
- Modern Family (episodio 2010) - Bethenny
- Cómo conocí a vuestra madre (episodios 2010-2011) - Anna
- Raising Hope (episodio 2012) - Tarot Read
- El Gato con Botas: el último deseo (2022) - Jo serpiente

### Televisión
| Año           | Título                             | Papel                    | Notas                                             |
| ------------- | ---------------------------------- | ------------------------ | ------------------------------------------------- |
| 2004          | El escudo                          | Mujer testigo            | Episodio: "Cracking Ice"                          |
| 2005-presente | Siempre está soleado en Filadelfia | Artemis Dubois           | Papel recurrente, 15 episodios                    |
| 2006          | Jake en progreso                   | Beth Peters              | Episodio: "Notting Hell"                          |
| 2006          | Ayúdame a ayudarte                 | Empleado de oficina      | Episodio: "Piloto"                                |
| 2006          | Gran día                           | Dina                     | Episodio: "La despedida de soltero"               |
| 2007          | Betty la fea                       | Rita                     | Episodio: "Una liga propia"                       |
| 2008          | Reglas del compromiso              | Camarera                 | Episodio: "El remordimiento del comprador"        |
| 2009          | Casa                               | Diane                    | Episodio: " Roto "                                |
| 2010-2011     | Cómo me encontré con tu madre      | Anna                     | 3 episodios                                       |
| 2010-2011     | Familia moderna                    | Bethenny                 | 2 episodios                                       |
| 2012          | Elevando la esperanza              | Lector de tarot          | Episodio: "Cartas del Tarot"                      |
| 2013          | Brooklyn nueve y nueve             | Carlene                  | Episodio: " The Tagger "                          |
| 2013          | Historia borracha                  | Sí misma                 | Episodio: "San Francisco"                         |
| 2014          | Garfunkel y Oates                  | Janice                   | 3 episodios                                       |
| 2014          | Maestros del sexo                  | Flo Packer               | Papel recurrente, 7 episodios                     |
| 2014-2016     | Escándalo                          | Susan Ross               | Papel recurrente, 19 episodios                    |
| 2015          | Caliente en Cleveland              | La señorita O'Roarke     | Episodio: "Sobre una alegría"                     |
| 2015          | casa de mentiras                   |                          | Episodio: "Confía en mí, tengo muchas erecciones" |
| 2015          | Nueva chica                        | Martha Yowtz             | Episodio: "Par 5"                                 |
| 2015          | Otro periodo                       | Hortense Bellacourt      | Piloto                                            |
| 2015          | Eres lo peor                       | Kasia                    | Episodio: "Un virus de mutación rápida"           |
| 2016-2017     | Hijo de zorn                       | Linda Orvend             | Reparto principal; 11 episodios                   |
| 2017          | Agentes de proteccion              | LT Koenig                | Episodio: "Sopa de papa caliente"                 |
| 2017          | Hipermercado                       | Enfermera ella           | Episodio: "Feria del bienestar"                   |
| 2017          | Perros en un parque                | Varios perros (voz)      | 8 episodios                                       |
| 2017          | Vida en pedazos                    | Gittel                   | Episodio: "Visión favorita Miguel Matchmaker"     |
| 2018-presente | Verdes de la gran ciudad           | Gramma Alice Green (voz) | Reparto principal                                 |
| 2018          | The Cool Kids                      | Allison                  | rol recurrente                                    |
| 2019          | Hombre futuro                      | Dr. Mina Ahmadi          | rol recurrente                                    |
| 2019          | La aventura enredada de Rapunzel   | Capitán Creighton        | Episodio: "¿Quién le teme al lobo grande y malo?" |